# Vincenzo Nibali
Pour les articles homonymes, voir Nibali.
Vincenzo Nibali, né le 14 novembre 1984 à Messine (Sicile), est un coureur cycliste italien. Professionnel de 2005 à 2022, il a notamment remporté le Tour d'Espagne 2010, le Tour d'Italie en 2013 et 2016 ainsi que le Tour de France 2014, devenant ainsi le sixième coureur à compter les trois grands tours à son palmarès.
Sur ces courses, il a également terminé sur le podium des Tours d'Italie 2010 (troisième), 2011 (deuxième), 2017 (troisième) et 2019 (deuxième), des Tours d'Espagne 2013 (deuxième) et 2017 (deuxième) et du Tour de France 2012 (troisième). Il a également obtenu des résultats sur les monuments du cyclisme avec des victoires à Milan-San Remo en 2018 et au Tour de Lombardie qu'il gagne en 2015 et en 2017 ainsi qu'un podium à Liège-Bastogne-Liège. Il a ainsi remporté un grand tour ou un monument chaque année entre 2013 et 2018 et a été sacré deux fois champion d'Italie en 2014 et 2015. Son frère cadet, Antonio, est également coureur cycliste.

## Carrière sportive

### Années juniors et espoirs
Champion d'Italie chez les juniors, Vincenzo Nibali est régulièrement sélectionné en équipe nationale dans les catégories juniors et espoirs. Il est ainsi troisième du championnat du monde du contre-la-montre juniors en 2002 et espoirs en 2004. Il est également cinquième de la course en ligne cette année-là. À cette période, Nibali a comme modèles Francesco Moser et Andrea Tafi et souhaite courir au plus haut niveau Paris-Roubaix.

### 2005: débuts professionnels
Vincenzo Nibali fait ses débuts professionnels en 2005 sous le maillot de l'équipe Fassa Bortolo. Commençant sa saison par le Trofeo Laigueglia, il figure parmi les meilleurs coureurs jusqu'à l'avant-dernière montée. Nibali est ensuite douzième du Tour du Haut-Var puis sixième de Milan-Turin que gagne son coéquipier Fabio Sacchi. Il remporte avec son équipe le contre-la-montre par équipe de la Semaine internationale Coppi et Bartali. Il termine second d'une étape de montagne du Tour de Suisse derrière Christopher Horner et se classe quatrième du championnat d'Italie du contre-la-montre. La Fassa Bortolo disparaissant en fin de saison, il s'engage en octobre avec la Liquigas pour l'année 2006.

### 2006-2009: affirmation chez Liquigas

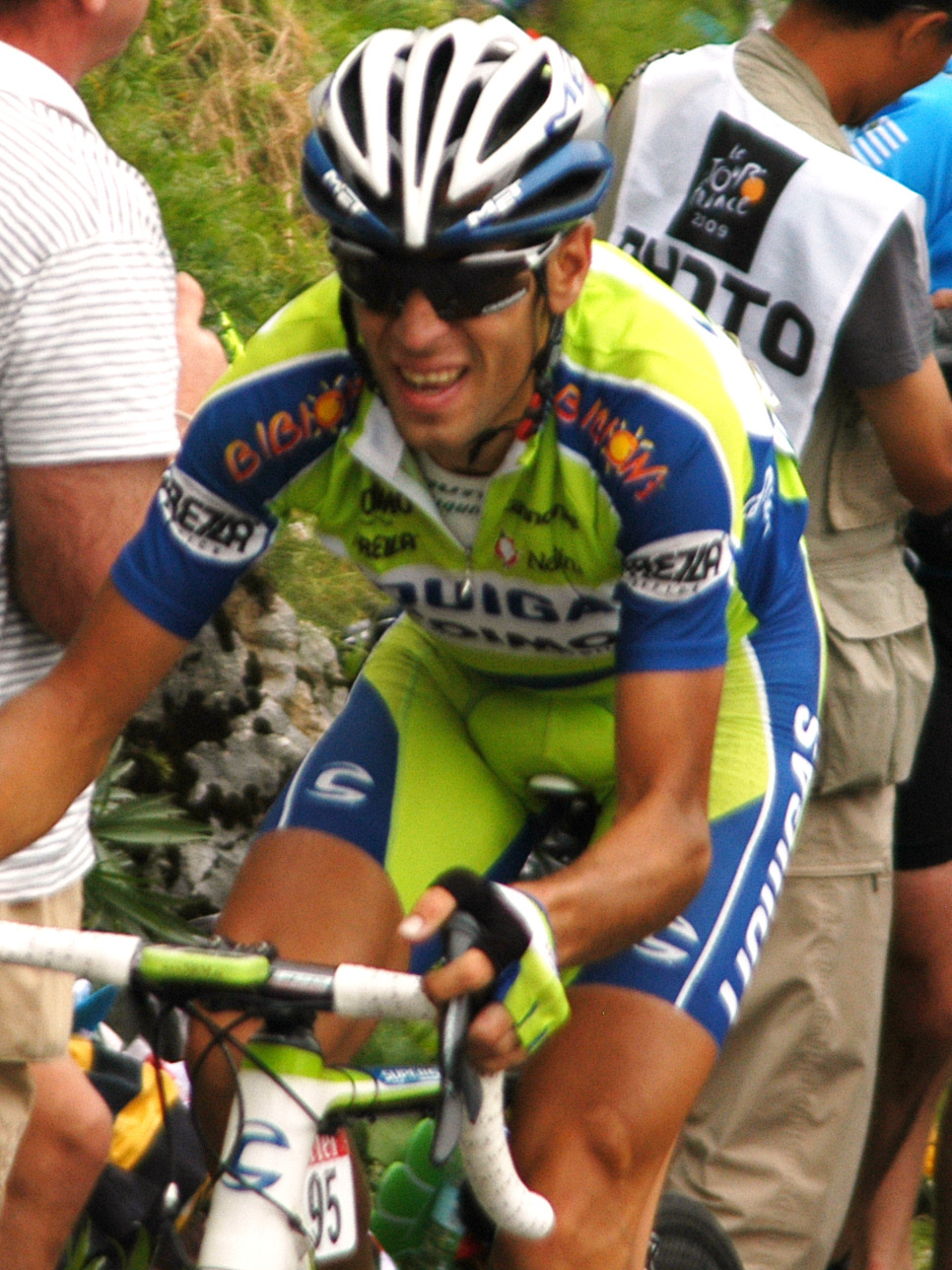
Nibali lors du Tour de France 2009.

En 2006, Nibali remporte le Grand Prix de Plouay à seulement 21 ans. Il continue à obtenir des places d'honneur sur des épreuves contre-la-montre de haut niveau (Tour d'Autriche, du Danemark, Eneco Tour). Il remporte également en solitaire une étape de la Semaine internationale Coppi et Bartali et se classe deuxième de cette course derrière Damiano Cunego.
Ces bons résultats lui permettent de disputer son premier grand tour, le Tour d'Italie 2007. Il remporte le contre-la-montre par équipe avec Liquigas et se classe dix-neuvième au classement général. Il brille sur le Tour de Slovénie en remportant deux étapes et en se classant deuxième au classement général. Il se classe troisième au championnat d'Italie du contre-la-montre et remporte le Trofeo Città di Borgomanero (it) avec Roman Kreuziger.
En 2008, Nibali dispute son second Tour d'Italie. Il améliore son classement général en terminant à la onzième place, tout en travaillant pour son leader Franco Pellizotti, 4e. Il participe ensuite au Tour de France, qu'il termine à la vingtième place. Riccardo Riccò étant déclassé, il récupère le maillot blanc de meilleur jeune et le porte quatre jours, après avoir passé les Pyrénées. Cette même année, il remporte une étape et le classement général du Tour du Trentin. Il se classe également dixième à Liège-Bastogne-Liège, à 1 min 3 s d'Alejandro Valverde, dans un groupe avec Paolo Bettini, Óscar Freire et Kim Kirchen.
Au début de l'année 2009, il termine sixième du Tour de Californie, devant Lance Armstrong, en faisant deux places d'honneur sur des étapes. Il se classe dixième du Tirreno-Adriatico, huitième du Tour du Pays basque, dix-huitième de l'Amstel Gold Race et septième du Critérium du Dauphiné libéré. Il remporte le Tour des Apennins quelques jours avant le départ du Tour de France.
Il prend le départ de cette épreuve avec l'ambition de terminer parmi les dix premiers au classement général. Il se classe neuvième du prologue de Monaco devant Lance Armstrong. Dans les Pyrénées, il reste avec les favoris, dans une course où les attaques entre leaders sont inexistantes. Lors de l'étape de Verbier, il se classe à la troisième place à une minute d'Alberto Contador, en ayant attaqué les favoris. Deux jours plus tard, il est distancé lors de l'étape du Grand Bornand, finissant quatrième à 2 minutes des frères Andy et Fränk Schleck et du maillot jaune Alberto Contador. Le lendemain, il finit vingt-deuxième du contre-la-montre d'Annecy, il termine 9e au Mont Ventoux grimpant avec les meilleurs et se classe 7e au général et 2e au classement du meilleur jeune derrière Andy Schleck.

### 2010: victoire au Tour d'Espagne

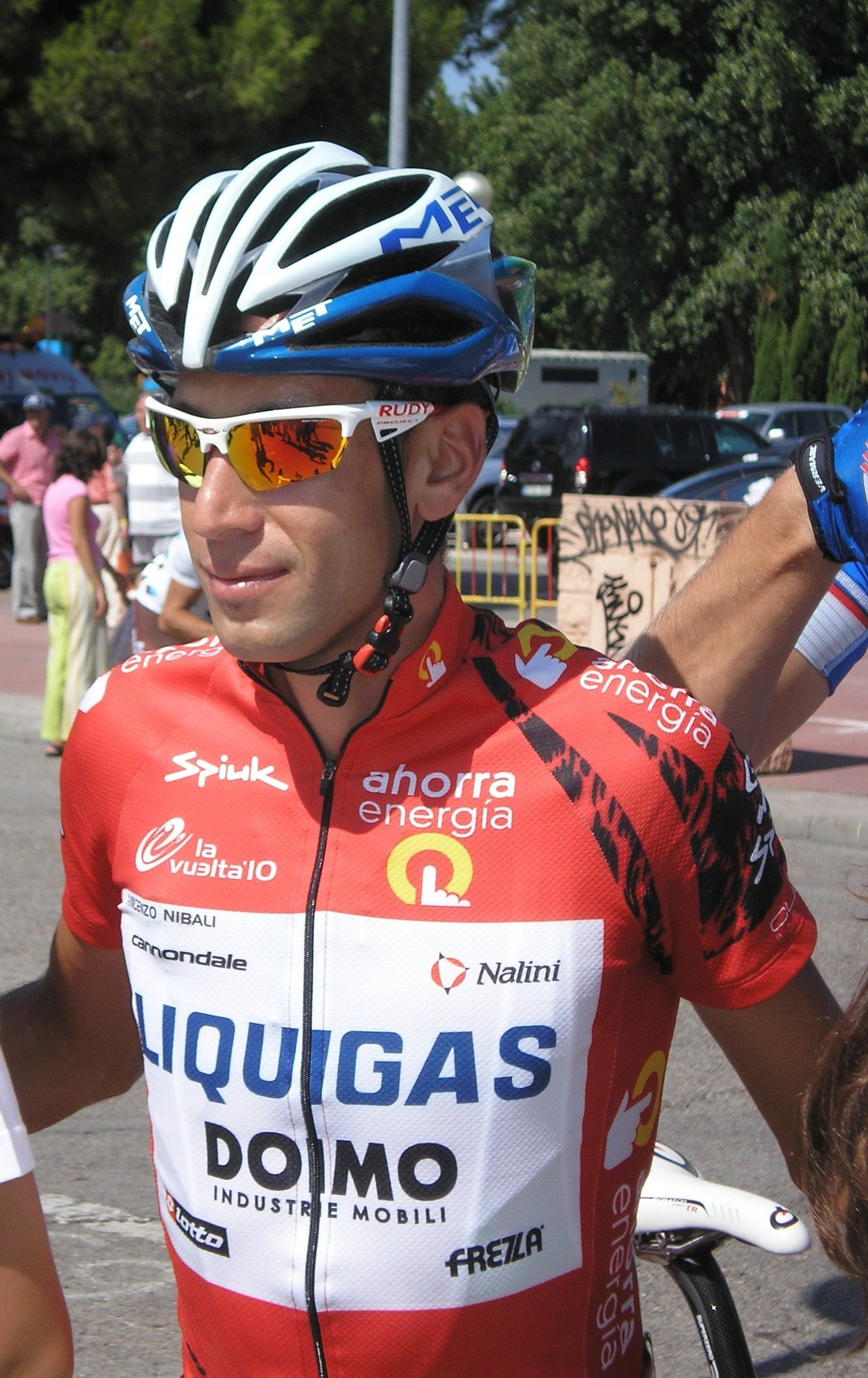
Avec le maillot rouge de leader du classement général lors du Tour d'Espagne 2010.

Vincenzo Nibali commence la saison au mois de janvier au Tour de San Luis, qu'il remporte, grâce notamment à sa victoire dans le contre-la-montre. Il se contente d'assurer dans les étapes montagneuses. Il ne court pas en février, mais il reprend la compétition en mars à l'occasion de Tirreno-Adriatico. Il termine à la 8e place, à 42 secondes du vainqueur, Stefano Garzelli. Il entame ensuite une série de classiques printanières. D'abord à l'œuvre à Milan-San Remo, où il attaque dans les derniers kilomètres sans pour autant faire une bonne place au général, il se classe ensuite 21e de l'Amstel Gold Race, puis 13e de la Flèche wallonne.
Il prend ensuite le départ, en mai, du Tour d'Italie, où il est co-leader avec Ivan Basso, à la suite de la suspension provisoire de son coéquipier Franco Pellizotti mis en cause par le passeport biologique. Dès les premières étapes, on le voit à l'œuvre, en se classant aux alentours de la 10e place. Lors de la 4e étape, il s'empare du maillot rose de leader, grâce à la victoire de son équipe Liquigas-Doimo lors d'un contre-la-montre par équipes. Ivan Basso est alors 2e. Il le porte 3 jours avant de chuter à la 7e étape. Il gagne la 14e étape, Ferrara-Asolo, avec une descente mémorable par le haut du Monte Grappa. À la faveur d'un dernier contre-la-montre rapide, il termine sur le podium de ce Giro, devançant Michele Scarponi d'une poignée de secondes.
Il participe en septembre au Tour d'Espagne. Le premier jour, son équipe termine à la deuxième place du contre-la-montre par équipes disputé en nocturne à Séville. Lors des troisième et quatrième étapes, il s'affirme, au même titre qu'Igor Antón et Joaquim Rodríguez, comme un prétendant sérieux à la victoire finale, en terminant quatrième dans la côte finale de Malaga et deuxième dans la montée de Valdepeñas de Jaen. Il termine à chaque fois placé dans le groupe des favoris dans les étapes de moyenne montagne, avant le début de la haute montagne. Lors de la onzième étape arrivant à Andorre, Nibali craque dans les derniers mètres et lâche 23 secondes sur Igor Antón, qui s'empare du maillot de leader. Lors de la 14e étape, Igor Antón chute un peu avant la montée vers Peña Cabarga et est contraint à l'abandon. Joaquim Rodriguez remporte l'étape et Nibali finit deuxième à 20 secondes. Il s'empare du maillot rouge de leader. Aux lacs de Covadonga, l'échappée arrive au bout, mais Ezequiel Mosquera reprend 11 secondes sur Nibali qui termine en même temps que Rodriguez et Peter Velits. Il perd son maillot lors de la 16e étape au profit de Joaquim Rodriguez. Il pointe à 33 secondes de celui-ci, mais reprend son maillot rouge lors de l'étape suivante, un contre-la-montre de 46 km, malgré une crevaison. Rodriguez pointe à 3 minutes, mais le principal adversaire de Nibali devient Ezequiel Mosquera, qu'il ne devance que de 38 secondes. Il reprend 12 secondes dans le final de l'étape de Tolède, grâce aux cassures, en frottant avec les sprinters. Dans la montée de la Bola del Mundo, ascension de 20 kilomètres, Fränk Schleck dynamite le peloton, et Mosquera parvient à faire un écart. Nibali revient au train, puis est à nouveau distancé. Derrière lui, Fränk Schleck, Joaquim Rodriguez et Peter Velits se disputent la troisième place. Nibali parvient à revenir sur Ezequiel Mosquera, qui gagne cette étape. Il s'adjuge ainsi cette 65e édition de la Vuelta. À 25 ans, il gagne son premier grand tour et est le cinquième Italien à remporter un Tour d'Espagne,,.

### 2011: nouveau podium sur leGiro
Après le stage hivernal de l'équipe à Tenerife, Nibali commence la saison le 22 février au Tour de Sardaigne. Dans Tirreno-Adriatico, il doit aider Ivan Basso dans sa conquête du titre, mais ce dernier ne finit que quatrième, une place devant Nibali. Lors de Milan-San Remo, il se trouve dans le groupe de tête et attaque deux fois, dont une fois à la flamme rouge. Il est finalement repris et termine huitième. La préparation pour le Tour d'Italie se termine en avril au Tour du Trentin, où il finit vingt-quatrième, et à Liège-Bastogne-Liège, où il est de nouveau huitième. En mai débute le Tour d'Italie. Il est alors leader de l'équipe Liquigas-Cannondale et a des ambitions pour la victoire, après son succès à la Vuelta l'année précédente. Au cours des trois semaines de course, malgré sa troisième place sur le Zoncolan et la deuxième à Nevegal, il ne peut inquiéter l'Espagnol Alberto Contador : il termine la course sur la troisième marche du podium à Milan, à près de sept minutes de Contador et à moins d'une minute de Michele Scarponi. Contador est déclassé en 2012 par le tribunal arbitral du sport et Nibali est reclassé à la deuxième place et il devient lauréat de la 16e étape.
Il arrive en tant que vainqueur sortant et favori lors de la Vuelta. Il termine à la septième place, 4 minutes 31 secondes derrière le vainqueur Juan José Cobo (qui sera lui aussi déclassé quelques années plus tard au profit de Christopher Froome).

### 2012: victoire sur Tirreno-Adriatico et podiums sur la Primavera, la Doyenne et le Tour

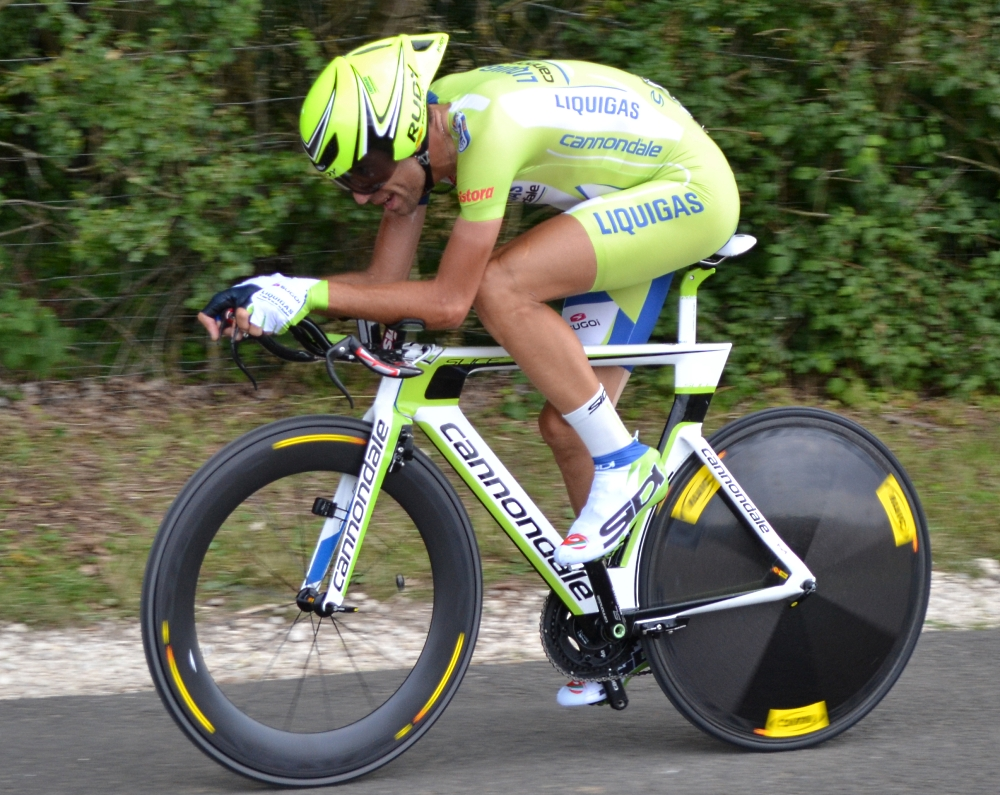
Au Tour de France 2012.

Nibali, au début de la saison, a comme objectif principal le Tour de France mais n'exclut pas de participer aussi au Tour d'Italie. Il commence la saison au Tour de San Luis où il obtient la cinquième place du classement général. Il participe ensuite au Tour d'Oman où il décroche son premier succès de la saison lors de la 5e étape. Il y prend la seconde place au classement général, à une seconde du vainqueur Peter Velits. En mars, il participe au Tirreno-Adriatico, qu'il remporte. Un succès construit dans la 5e étape où il s'impose en solitaire avant de s'emparer du maillot de leader lors du contre-la-montre final. Il prend ensuite part à Milan-San Remo. En ayant attaqué dans le Poggio, il reussit à former un trio en tête de la course en compagnie du Suisse Fabian Cancellara et de l'Australien Simon Gerrans. Les trois coureurs résistent au peloton dans la descente et c'est finalement Simon Gerrans, déjà lauréat du Tour Down Under plus tôt dans la saison, qui s'impose, Nibali terminant troisième. De retour ensuite en avril sur la Flèche wallonne, il réalise son meilleur classement sur cette épreuve avec une huitième place. Quatre jours plus tard, sur Liège-Bastogne-Liège, il part en solitaire dans la descente de la côte de la Roche-aux-faucons. Rejoint par Maxim Iglinskiy dans la montée de la côte de Ans, il est distancé par celui-ci au niveau de la flamme rouge du dernier kilomètre. Nibali se classe finalement deuxième. À la suite des classiques ardennaises, il annonce finalement qu'il ne participe pas au Giro. Il entame alors sa préparation pour le Tour de France en participant à la mi-mai au Tour de Californie où il n'obtient aucun résultat notable tandis que son coéquipier Peter Sagan remporte 5 étapes. Il poursuit sa préparation au Critérium du Dauphiné, course capitale pour la préparation de nombreux favoris, tels le précédent vainqueur du Tour, Cadel Evans, le tenant du titre Bradley Wiggins ou le grimpeur luxembourgeois Andy Schleck. Là encore, Nibali se fait discret[réf. souhaitée] malgré une échappée dans la descente du col du Grand Colombier en compagnie, entre autres, d'Evans, et obtient la 28e place au classement général. Malgré son absence de résultat lors des deux mois précédents, c'est avec un statut de sérieux outsider qu'il se présente au départ du Tour. Lors du prologue, il termine à 17 secondes du vainqueur Fabian Cancellara. Lors de la première grande ascension de la course, à la Planche des Belles Filles, il termine à 5 secondes des deux favoris, Cadel Evans et Bradley Wiggins, tandis que le coéquipier de ce dernier, Christopher Froome, remporte l'étape. Il perd néanmoins plus de 2 minutes sur Wiggins lors du premier contre-la-montre à Besançon. Il tente de refaire son retard sur celui-ci plusieurs fois dans les Alpes puis les Pyrénées, sans succès, et lui concède du temps lors de la dernière étape de montagne, à Peyragudes. Nibali perd encore du temps dans le dernier contre-la-montre, à Chartres, et se classe finalement troisième, à plus de 6 minutes du maillot jaune Bradley Wiggins et plus de 3 minutes de son équipier Christopher Froome.
Il poursuit ensuite sa saison aux Jeux olympiques où il porte de nombreuses attaques pour déstabiliser les Britanniques. Cette tactique sera fructueuse mais c'est Alexandre Vinokourov qui en récolte les fruits, en glanant la médaille d'or, tandis que Nibali ne termine que 101e de la course. Le 1er août, le transfert de Nibali dans l'équipe Astana en fin de saison est annoncé. Il est accompagné dans sa nouvelle équipe par ses équipiers Valerio Agnoli et Alessandro Vanotti. Nibali reprend la compétition fin août au Tour du Colorado, aux États-Unis, où il s'échappe à plusieurs reprises sans résultat. Il rentre ensuite en Europe pour participer au Tour de Padanie, où il remporte la 4e étape ainsi que le classement général.

### 2013: victoire au Tour d'Italie, deuxième du Tour d'Espagne

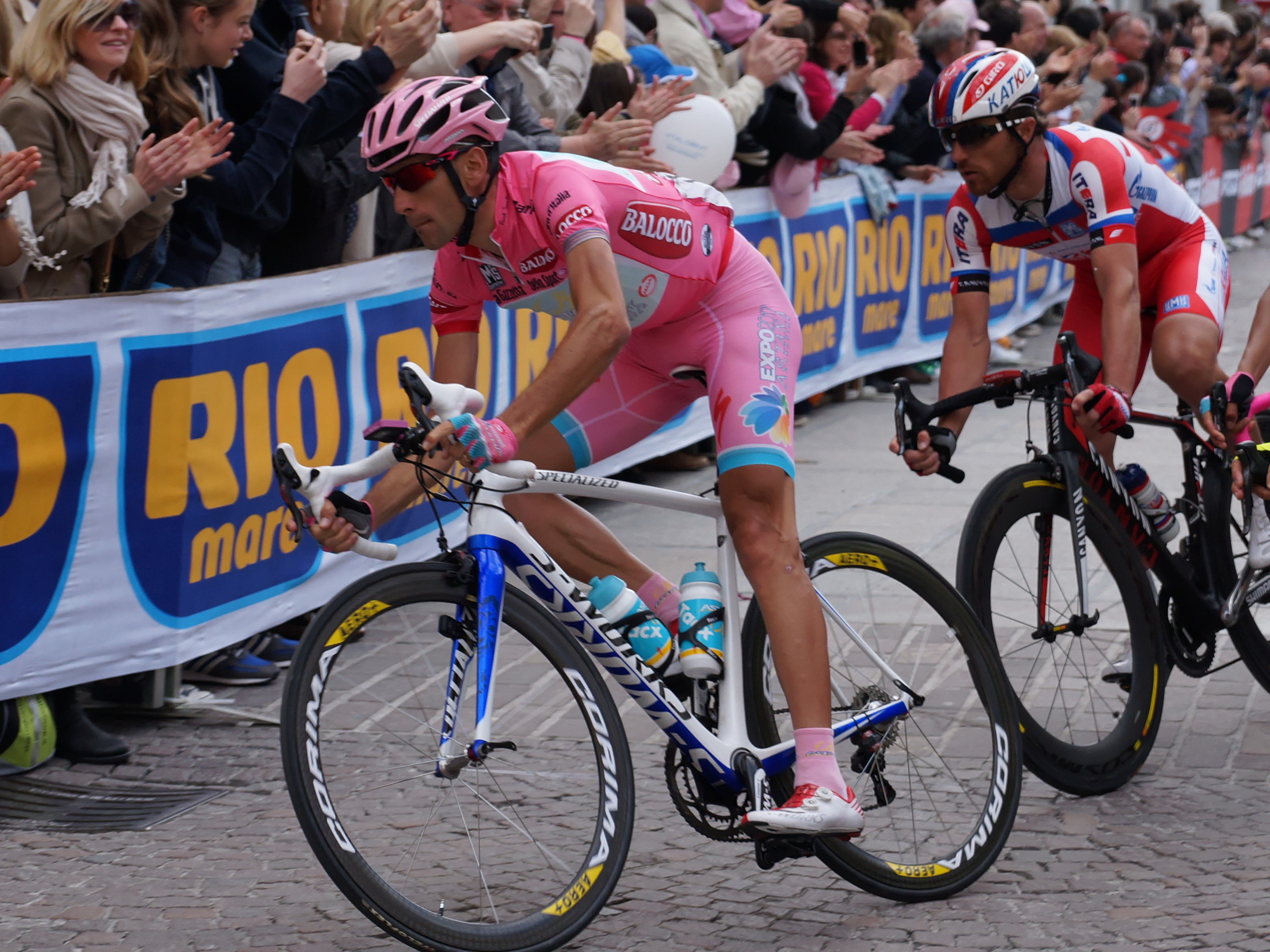
Nibali avec le maillot rose de leader à Brescia en 2013.

Vincenzo Nibali commence sa saison 2013 au Tour de San Luis, où il prend la 4e place du contre-la-montre de la 4e étape et la 10e du classement général. Il se montre ensuite régulier sur le Tour d'Oman (4e de la 2e étape, 5e de la 4e étape, 11e de la 3e étape), se classant ainsi 7e du classement général. Il participe à son retour en Europe à deux courses d'un jour en Italie : il se classe 11e du Grand Prix de la ville de Camaiore et 40e de la Roma Maxima. Lors de Tirreno-Adriatico, il termine 3e au sommet du Prati di Tivo (4e étape) et 7e à Chieti (5e étape). Il s'empare du maillot de leader après la 6e étape, disputé sous la pluie et marquée par de très fortes pentes. 12e du contre-la-montre final, il remporte pour la 2e fois consécutive la Course des 2 mers. Il se pose alors comme un outsider et un dynamiteur potentiel de Milan-San Remo. Après un abandon sur le Grand Prix Nobili Rubinetterie, il abandonne finalement sur la classique italienne, disputée dans des conditions très difficiles. Pour peaufiner sa forme, il participe à un stage à Tenerife, sur le volcan Teide, puis part reconnaître les finals des 18e, 19e et 20e étapes du Tour d'Italie. Pendant ce temps, il annonce qu'il participera au Tour du Trentin, à Liège-Bastogne-Liège, puis au Giro. Lors du Tour du Trentin, son équipe prend la 2e place de la 1reb étape, un contre-la-montre par équipes, puis il termine 3e de la 2e étape, à Vetriolo Terme, à 17 s du vainqueur Kanstantsin Siutsou. Mais il distance ses adversaires lors de la 4e étape, se terminant au sommet la Sega di Ala, il remporte l'étape et le classement général devant Mauro Santambrogio. Cadel Evans et Bradley Wiggins, considérés comme deux de ses plus sérieux concurrents sur le Giro, concèdent respectivement 1 min 02 s et 1 min 39 s. Deux jours plus tard, il se classe 23e de Liège-Bastogne-Liège.
Il se présente alors comme un des grands favoris du Tour d'Italie. Le deuxième jour, Astana prend la 3e place du contre-la-montre par équipe. Nibali réussit ensuite à ne pas perdre de temps, puis s'empare de la 2e place du classement général à 5 s de Beñat Intxausti lors de la 7e étape, où Bradley Wiggins concède 1 min 24 s. L'italien prend le maillot rose le lendemain, lors du contre-la-montre. Il consolide sa position en prenant la troisième place de la 10e étape. Dans un épais brouillard, il se classe 2e de la 14e étape juste derrière Mauro Santambrogio, puis aucun écart n'est créé au Galibier parmi les cinq premiers du classement général. Il remporte ensuite le chrono en côte et distance Cadel Evans, alors son poursuivant direct. Le lendemain, l'étape reliant Ponte di Legno à Val Martello est annulée pour cause de mauvais temps. Lors de la 20e étape, rabotée de plusieurs cols encore à cause des conditions météorologiques, il attaque et s'en va remporter en solitaire sous la neige la dernière étape de montagne du Giro se terminant en altitude aux Tre Cime di Lavaredo, devançant alors les trois Colombiens Fabio Duarte, Rigoberto Urán et Carlos Betancur. Nibali s'adjuge ainsi son premier Tour d'Italie, ce qui lui permet de dominer le cyclisme mondial. Les prochains grands rendez-vous de sa saison sont le Tour d'Espagne et les mondiaux de Florence, et il annonce qu'il reprendra la compétition au Tour de Pologne. Il reprend effectivement lors du Tour de Pologne. Il s'y montre discret, et termine 53e du classement général. Dans la foulée, il se présente au départ du Tour de Burgos.

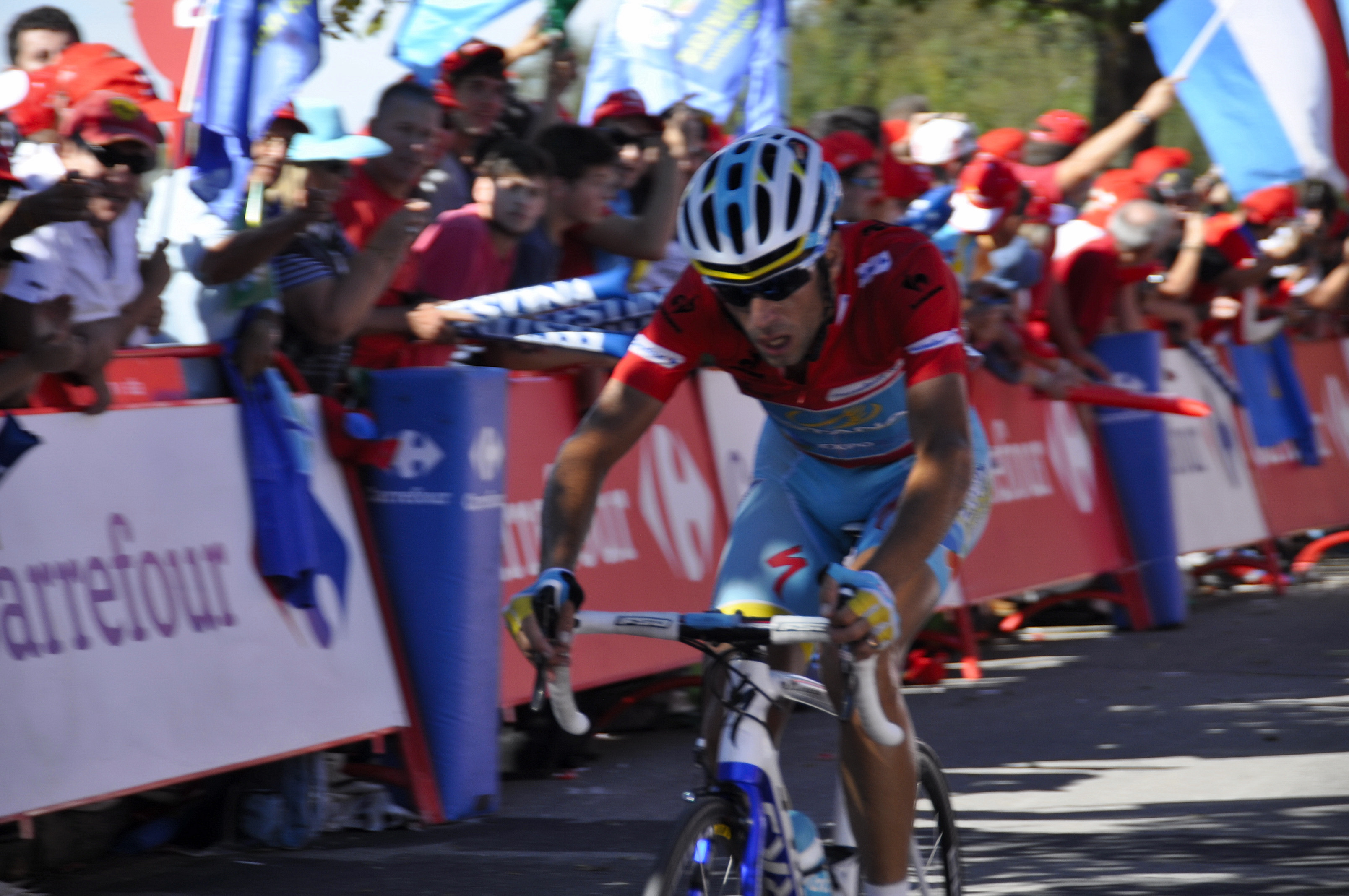
Nibali en rouge sur la Vuelta 2013.

Il est 4e de la dernière étape au sommet des Lagunas de Neila, se classant ainsi 3e du classement général. Nibali est alors un favori naturel du Tour d'Espagne, et il souhaite monter en puissance au fil de la course, en vue des mondiaux. Son équipe remporte le contre-la-montre par équipe inaugural, puis il s'empare du maillot rouge le lendemain, 8 s devant le vainqueur Nicolas Roche. Il le cède le jour suivant à Christopher Horner, avant de le reprendre lors de la 4e étape. Lors de la 8e étape, il se classe 16e au sommet de l'Alto de Peñas Blancas à 27 s de Leopold König. Il est alors 4e du classement général, à 18 s de Roche. Le lendemain, il grimpe d'une place au classement grâce à sa 8e place à Valdepeñas de Jaén. Lors de la 10e étape, la première de haute montagne, il prend la 2e place de l'étape et du classement général, à chaque fois derrière Christopher Horner. Après le premier jour de repos, il reprend le maillot rouge à l'issue du contre-la-montre, qu'il finit au 4e rang. Il a effectué ce contre-la-montre en étant gêné par une piqûre d'abeille de la veille, car l'UCI ne l'a pas autorisé à prendre des médicaments, ce qui "[lui] paraît injuste". Il résiste à Christopher Horner dans la difficile ascension de la Gallina en Andorre. Mais il ne peut résister à l’accélération du coureur américain à Peña Cabarga. Le lendemain, il lui cède son maillot de leader dans l’ascension de l’Alto del Naranco au-dessus d’Oviedo et Christopher Horner consolide son avance dans la dernière étape de montagne arrivant au sommet du terrible col de l’Angliru. Nibali est donc finalement deuxième. Chef de file de l'Italie et figurant parmi les favoris de la course en ligne des championnats du monde de Florence, Nibali est victime d'une chute durant cette course disputée initialement sous la pluie. Réussissant à repartir, il figure parmi les quatre coureurs qui se disputent la victoire mais termine finalement au pied du podium. Le 6 octobre lors du Tour de Lombardie, il chute à environ 90 km de l'arrivée et est contraint à l'abandon.

### 2014: victoire au Tour de France

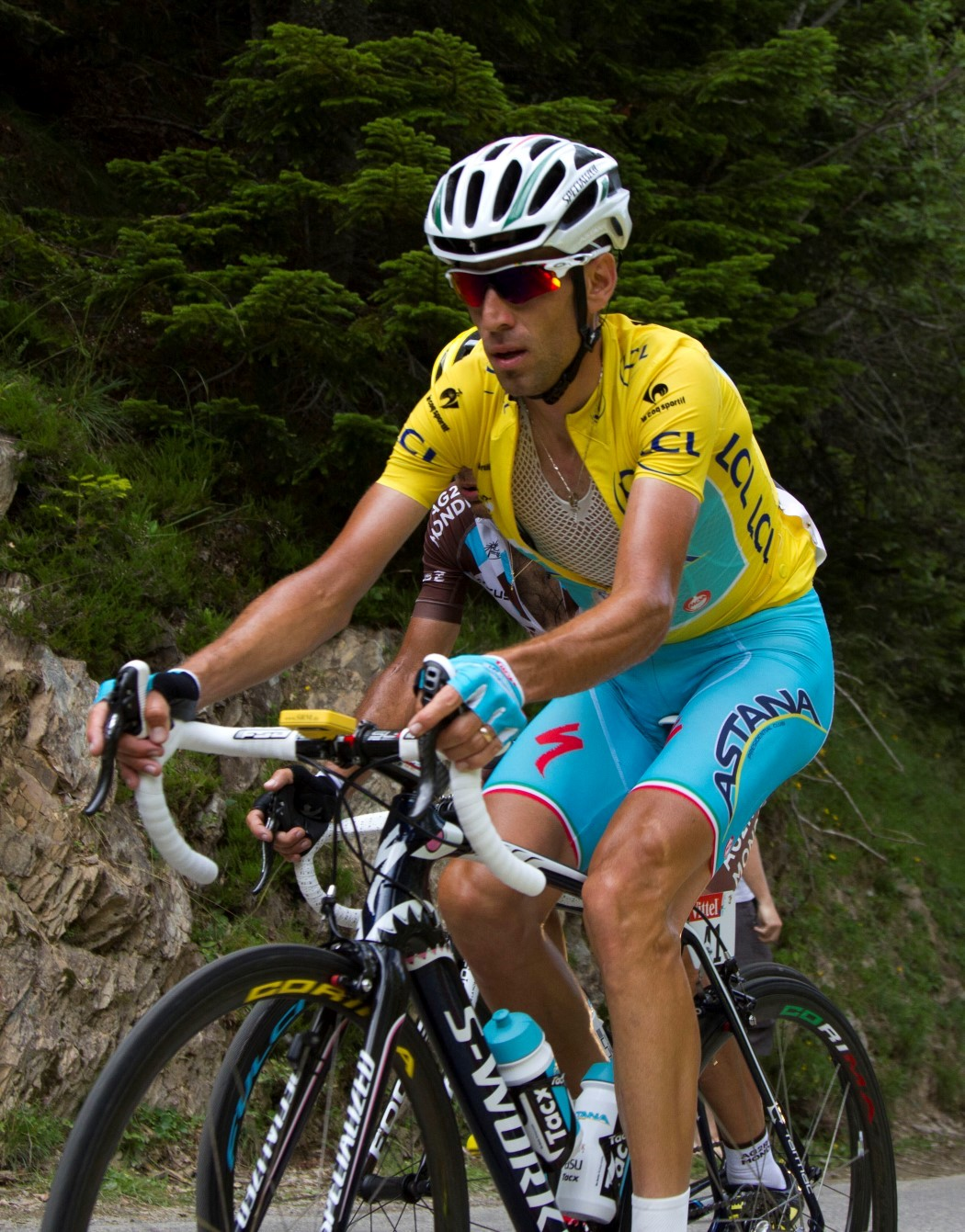
Nibali en jaune sur le Tour 2014.

Il annonce que son objectif principal de la saison est le Tour de France et par conséquent qu'il ne se rendrait pas sur le Giro dont il est tenant du titre. Il entame sa longue préparation au Tour de San Luis, n'obtenant que la 44e place finale. Par la suite, il participe ensuite au Dubaï Tour et au Tour d'Oman arrivant respectivement 17e et 12e au classement général. Ayant prévu de disputer des courses par étapes en France, il prend part à Paris-Nice mais n'arrive pas à se classer dans les dix premiers (21e). Ensuite, il se montre offensif sur Milan-San Remo en attaquant dans le Cipressa, mais se fait finalement reprendre par le peloton dans le Poggio. Dans la continuité, il court les classiques ardennaises où il obtient son meilleur résultat à la Flèche wallonne avec une quatorzième place. Au début du mois de mai, Vincenzo Nibali décroche son premier top 10 de l'année dans un classement général à l'occasion du Tour de Romandie qu'il achève au cinquième rang. Critiqué par son directeur sportif Alexandre Vinokourov pour le manque de résultats, il fait son retour au Critérium du Dauphiné 2014 dans lequel il est dominé par ses adversaires pour le Tour de France (Christopher Froome et Alberto Contador) pour prendre la septième place au classement final. Une semaine avant le Tour, il remporte la course en ligne des championnats d'Italie en battant son dernier concurrent au sprint (Davide Formolo). Cette victoire représente pour lui une « libération » et renforce sa confiance pour le Tour de France.

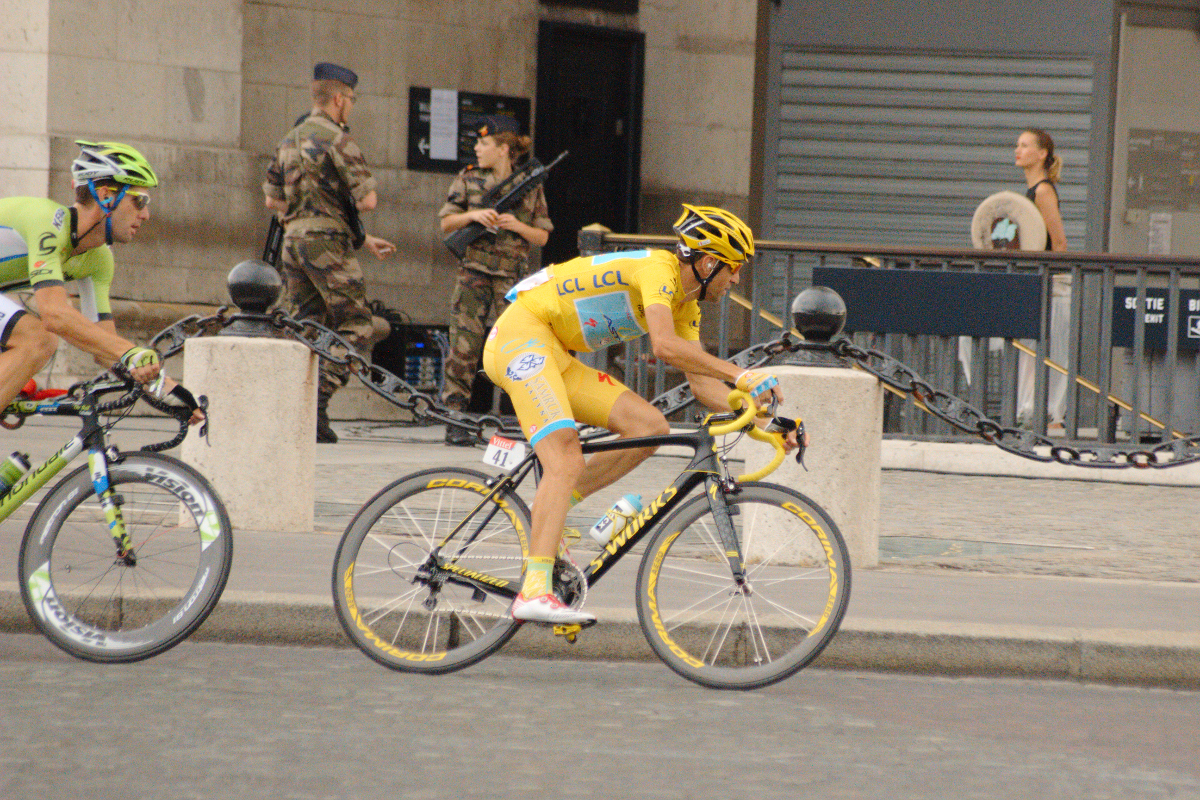
Nibali en jaune lors de la dernière étape du Tour 2014.

Une semaine plus tard (le 6 juillet), il gagne la deuxième étape du Tour de France après une attaque décisive dans les deux derniers kilomètres sur le plat et s'empare par la même occasion du maillot jaune de leader avec deux secondes d'avance sur les autres favoris. Lors de la cinquième étape, il réalise la bonne opération du jour sur les pavés (troisième sur la ligne) en reléguant la plupart de ses adversaires directs à plus de deux minutes au classement provisoire. Lors de la neuvième étape entre Gérardmer et Mulhouse, il cède son maillot jaune au Français Tony Gallopin (Lotto-Belisol). Le lendemain lors de la montée de la Planche des Belles Filles, il reprend le maillot jaune. Il passe sans encombre les différents massifs, en remportant deux autres étapes à Chamrousse dans les Alpes et à Hautacam dans les Pyrénées. Il remporte le Tour de France après son arrivée aux Champs-Élysées, 16 ans après son compatriote Marco Pantani.
En septembre, il est désigné capitaine de l'équipe d'Italie sélectionnée pour la course en ligne des championnats du monde. Avant cette course, il chute sur la hanche quelques jours plus tôt, lors des Trois vallées varésines. Il prend la quarantième place. Ce championnat clôt sa saison de compétition. En fin de saison, il termine deuxième du Vélo d'or entre les Espagnols Alberto Contador et Alejandro Valverde.

### 2015: échec sur les grands tours, victoire au Tour de Lombardie

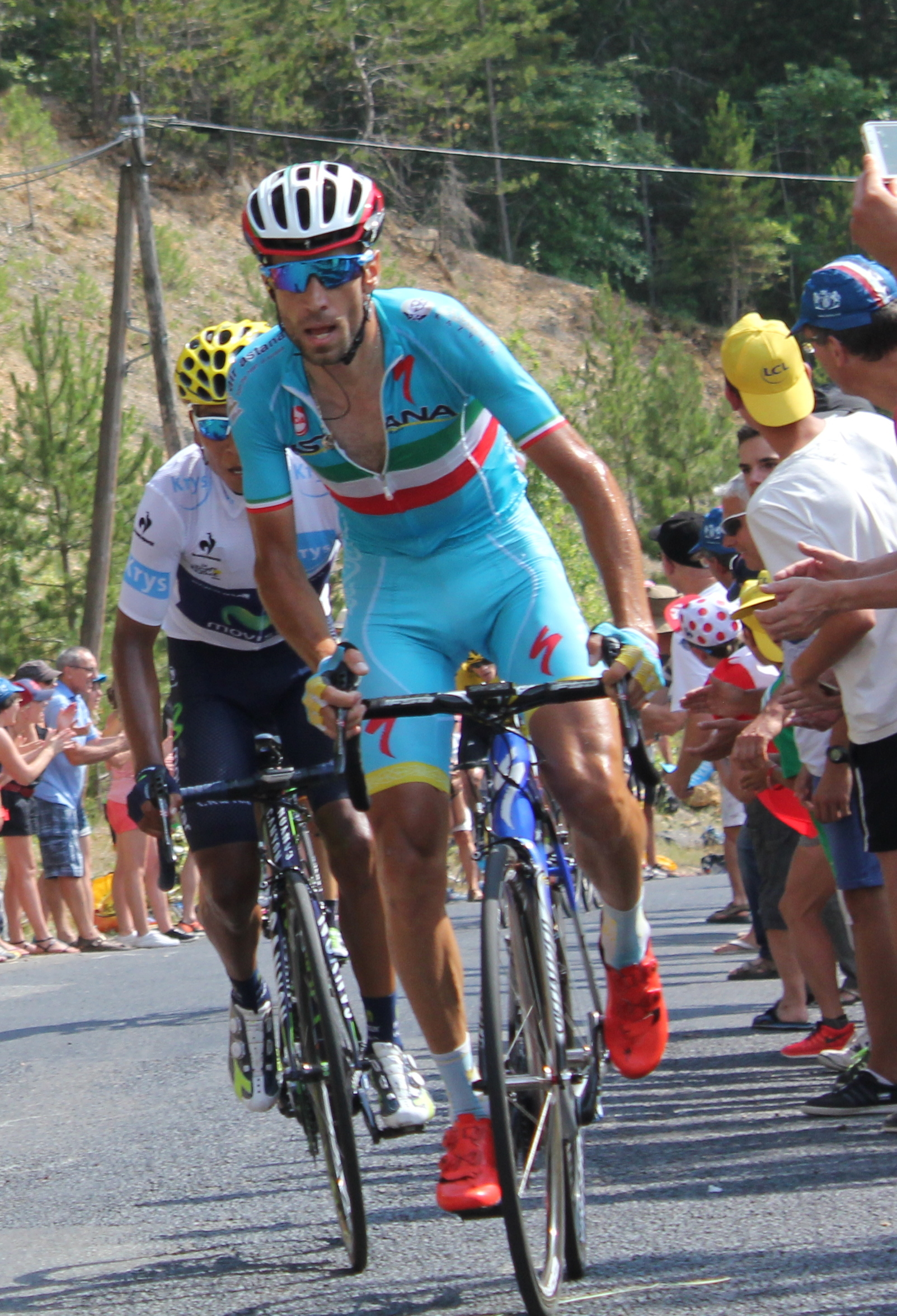
Vincenzo Nibali au Tour de France 2015.

Après un début de saison en février aux Tours de Dubaï et d'Oman, Vincenzo Nibali dispute Tirreno-Adriatico en mars. Bien que sa forme n'y soit pas suffisante pour suivre les meilleurs (il perd notamment deux minutes sur Nairo Quintana à Terminillo), il se dit satisfait du travail effectué durant cette semaine. Il dispute Milan-San Remo, qu'il termine à la 45e place. Après ce début de saison discret, il se montre une première fois offensif lors de l'Amstel Gold Race. Son meilleur classement lors des classiques ardennaises est la treizième place obtenue à Liège. Sa préparation en vue du Tour de France se poursuit au Tour de Romandie, dont il prend la dixième place. Un mois plus tard, il prend part au critérium du Dauphiné où il se retrouve échappé lors de l'étape à Villard-de-Lans et revêt le maillot jaune. Il le perd le lendemain, concédant quatre minutes à Chris Froome, vainqueur de cette étape, de la suivante, et du classement général.
Il aborde ensuite le Tour de France auréolé d'un nouveau titre de champion d'Italie. Il abandonne cependant l'espoir d'un nouveau sacre sur le Tour le 14 juillet lors de l'arrivée à La Pierre Saint-Martin où il est lâché par le groupe de Christopher Froome. Il remporte néanmoins une victoire à La Toussuire en échappée, résistant au retour de Nairo Quintana, terminant ainsi quatrième de la « grande boucle ».
Il décide ensuite de participer à la Vuelta. Lors de la deuxième étape, il est impliqué dans une chute à 30 kilomètres de l'arrivée qui lui fait perdre du temps par rapport au peloton. Bénéficiant au départ de l'aide de plusieurs coéquipiers, il s'appuie ensuite sur la voiture de son directeur sportif sur une distance de 100 mètres, ce qui est interdit par le règlement. Nibali finit l'étape en 31e position. À l'issue de cette étape, les commissaires de course décident de sanctionner Nibali par une disqualification ainsi qu'une amende de 200 francs suisses. Son directeur sportif Alexandr Shefer, conducteur de la voiture, reçoit une amende du même montant et est également exclu, l'équipe Astana voyant une de ses voitures exclue durant les deux étapes suivantes. Après cette course, gagnée en son absence par son coéquipier Fabio Aru, il est successivement et en cinq jours deuxième de la Coppa Agostoni, vainqueur de la Coppa Bernocchi, troisième du Mémorial Marco Pantani et cinquième du Grand Prix de l'industrie et du commerce de Prato. Nibali fait ensuite partie de la sélection italienne pour la course en ligne des championnats du monde de Richmond qu'il termine en 42e position. Nibali clôt son mois de septembre par une victoire aux Trois vallées varésines. Il achève sa semaine lombarde par le Tour de Lombardie, dernière classique monument de l'année. Favori, revanchard par rapport à son Tour d'Espagne, mis sous pression par les supporters et les médias italiens par rapport à une course qui est un des objectifs de sa carrière et se sentant « contesté » dans son équipe, Nibali parvient à s'imposer en solitaire à Côme devant Daniel Moreno et Thibaut Pinot. Il construit sa victoire lors du passage de la course au Civiglio. Attaquant à trois reprises dans l'ascension sans résultat, Nibali parvient à faire la différence sur les six coureurs présents avec lui au sommet dans la descente à une quinzaine de kilomètres de l'arrivée.

### 2016: nouvelle victoire au Tour d'Italie

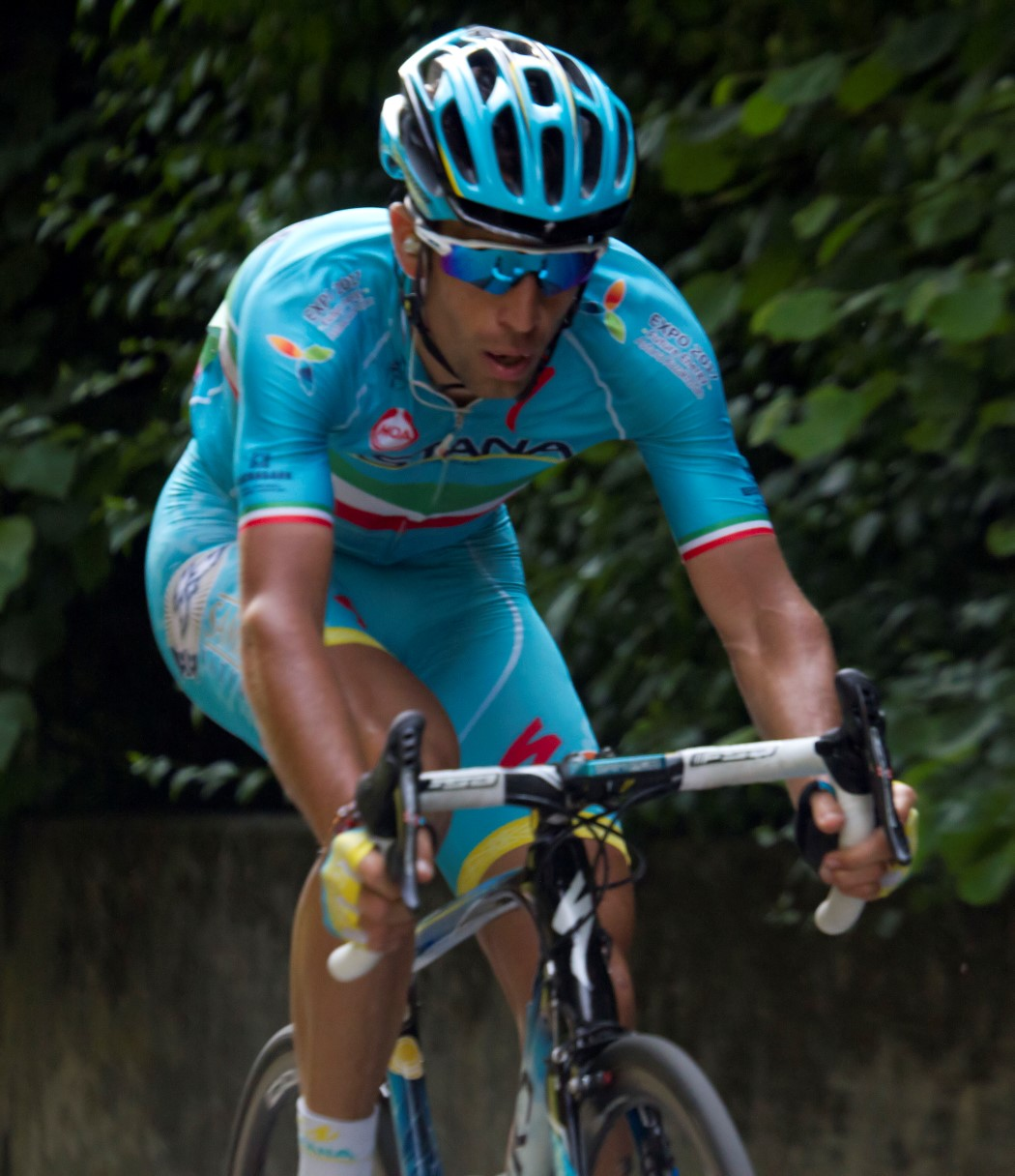
Nibali sur le Tour d'Italie 2016.

En 2016, il remporte tout d'abord la quatrième étape du Tour d'Oman ainsi que le classement général de l'épreuve. Lauréat ensuite du contre-la-montre par équipes du Tour du Trentin, il s'aligne ensuite sur le Tour d'Italie. À l'issue de la seizième étape, il est repoussé à la quatrième place du classement général à 4 minutes 43 secondes du maillot rose néerlandais Steven Kruijswijk. Ne comprenant pas ses résultats, il déclare alors « je ne sais pas ce qui m'arrive, je ne suis plus moi » et la question d'un potentiel abandon de l'Italien se pose. Trois jours plus tard, lors de la dix-neuvième étape, il figure dans le groupe des protagonistes du classement général avec Kruijswijk et son dauphin Esteban Chaves lors de l'ascension du col Agnel. Dans la descente de celui-ci, le Néerlandais chute. Réussissant à repartir, il ne bénéficie pas du soutien de coéquipiers au contraire de ses rivaux et perd du temps sur eux. Dans la montée de Risoul, Nibali parvient à distancer ses adversaires et s'impose. Kruijswijk perd la tête de l'épreuve au profit de Chaves, Nibali passe deuxième au classement général à 44 secondes du Colombien. Le lendemain, Nibali distance Chaves lors de l'ascension du col de la Lombarde, dernier col de première catégorie du jour. Nibali prend alors la tête du Giro devant Chaves pour 52 secondes. Au mois d'août il signe un contrat avec la nouvelle équipe cycliste Bahrain-Merida. Sélectionné pour la course en ligne et le contre-la-montre des Jeux olympiques, il chute dans la dernière partie du parcours alors qu'il figure dans le trio de tête et se brise une clavicule. Ne pouvant être présent sur le contre-la-montre, cette blessure l'amène également à stopper sa saison. En fin d'année 2016, il est classé 12e du classement World Tour et 21e du Classement mondial UCI.

### 2017: podiums sur le Tour d'Italie et sur le Tour d'Espagne, deuxième victoire sur le Tour de Lombardie

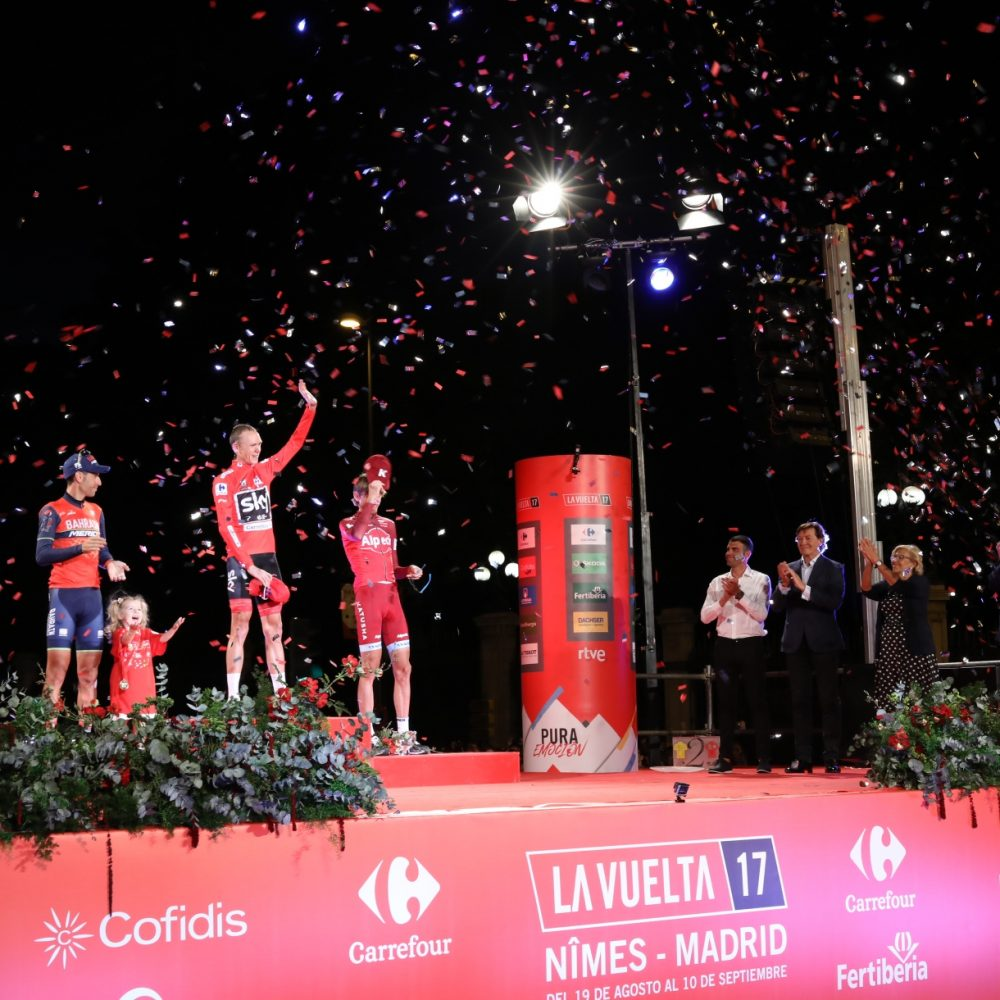
Nibali sur le podium de la Vuelta.

L'équipe bahreïnie Bahrain-Merida, nouvelle venue dans les pelotons pour la saison 2017, recrute le coureur italien au mois d'août 2016 pour en faire son chef de file. Après un début d'année sans grand coup d'éclat malgré une notable huitième place finale au Tour de San Juan en Argentine, il finit par s'illustrer au mois d'avril en remportant le montagneux Tour de Croatie, où il dépossède Jaime Rosón de son maillot de leader lors de la dernière étape. Une victoire qu'il dédie à son compatriote et ancien équipier chez Astana, Michele Scarponi, décédé accidentellement la veille.
Il termine troisième du Tour d'Italie derrière Tom Dumoulin et Nairo Quintana après avoir remporté la 16e étape. Il fait ensuite l'impasse sur le Tour de France 2017 pour se concentrer sur le Tour d'Espagne 2017. Principal adversaire du britannique Christopher Froome, il parvient à remporter la 3e étape à Andorre-la-Vieille. Malgré quelques offensives et un bon contre-la-montre en 3e semaine, Nibali ne parvient pas à renverser Christopher Froome en tête du classement général. Il termine néanmoins deuxième de ce Tour d'Espagne 2017 et devient alors le coureur en activité comptant le plus de podiums sur les Grands Tours, puisqu'il en comptabilise 10 (5 sur le Tour d'Italie, 2 sur le Tour de France et 3 sur le Tour d'Espagne).
Pour clore sa saison, Nibali s'aligne sur les classiques italiennes comme Le Tour d'Emilie (dont il termine 2e derrière son coéquipier Visconti), les Tre Valle Varesine (3e), où il est battu au sprint par les français Alexandre Geniez et Thibaut Pinot. Finalement, Nibali se présente au Tour de Lombardie avec l'étiquette de favori. Dans l'avant dernière ascension, il rejoint Thibaut Pinot avant de lâcher celui-ci dans la descente. Nibali remporte ainsi son 2e Tour de Lombardie, 2 ans après son succès sur un parcours identique.

### 2018: succès sur Milan-San Remo

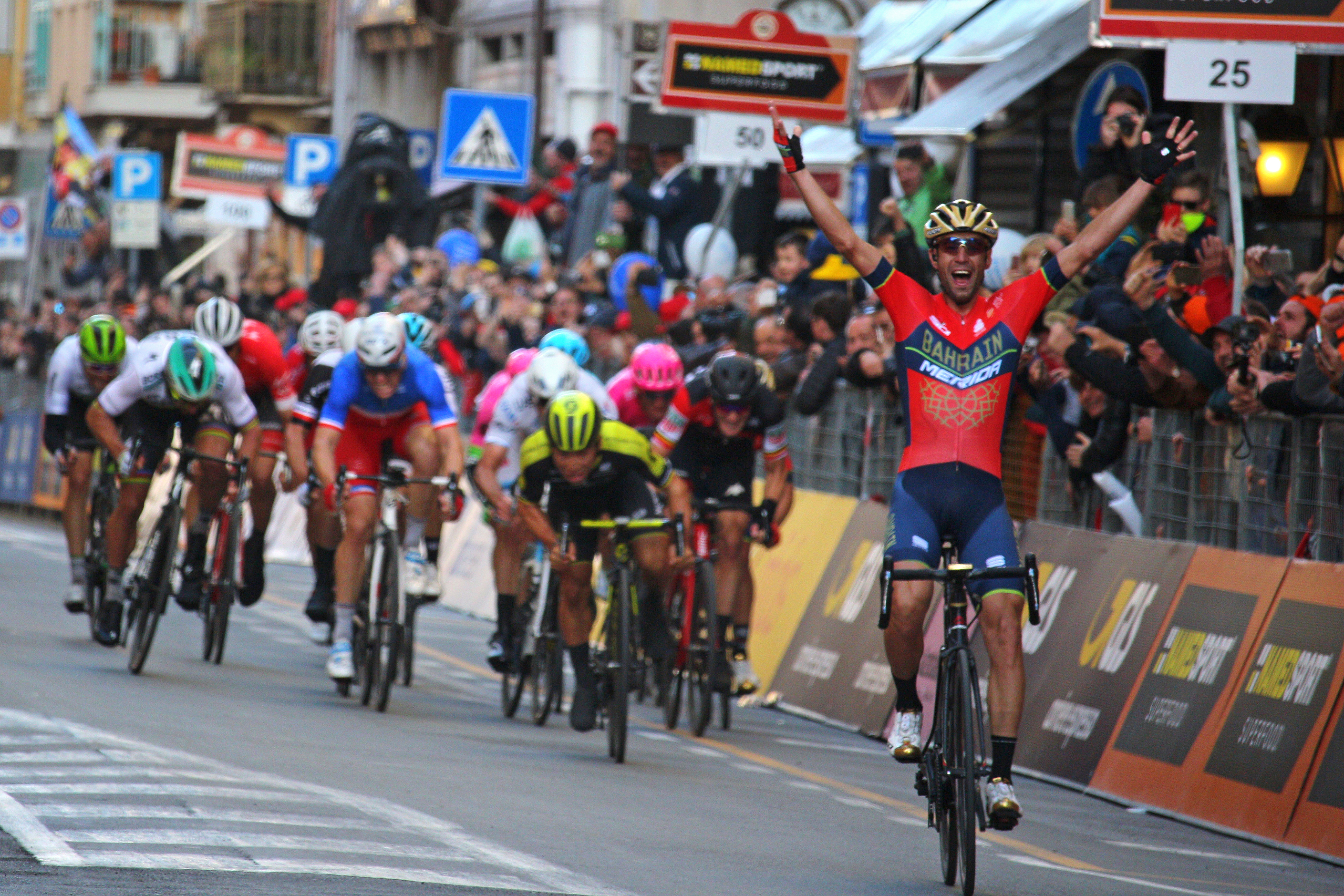
Nibali vainqueur de Milan-San Remo 2018.

La saison 2018 démarre et Nibali affiche clairement ses ambitions avec le Tour de France en point de mire mais aussi les classiques. Il le confirme en signant l'un des plus beaux succès de sa carrière en remportant Milan-San Remo au nez et à la barbe des sprinteurs comme Peter Sagan ou Arnaud Démare, en plaçant une offensive dans le Poggio di San Remo. Un succès inattendu, puisque le leader déclaré pour jouer la victoire de son équipe était Sonny Colbrelli. Cela faisait douze ans et la victoire de Filippo Pozzato en 2006 qu'un Italien n'avait pas remporté la Primavera. Nibali remporte donc son deuxième Monument consécutif, après le Tour de Lombardie 2017. Il participe ensuite pour la première fois à une classique flandrienne, à l'occasion du Tour des Flandres, où il y fait aussi parler ses aptitudes de coursier en initiant l'attaque décisive à vingt-huit kilomètres de l'arrivée, suivi par Niki Terpstra, avant de faiblir deux kilomètres plus loin et laisser ce dernier rattraper les échappés et l'emporter à Audenarde, pendant que lui termine vingt-cinquième. En quête d'une deuxième victoire sur le Tour de France, il chute dans l'ascension de l'Alpe d'Huez à cause d'une lanière d'appareil photo d'un spectateur qui s'accrocha dans son cintre et doit, à la suite de cela, abandonner la course. Il doit ensuite se faire opérer, ce qui repousse son retour en forme avec un Tour d’Espagne discret et des championnats du monde décevants. En octobre, il termine deuxième du Tour de Lombardie, battu par Thibaut Pinot.

### 2019: deuxième duGiro
Pour le début de l'année 2019, il décide de commencer sa saison, non pas en Amérique du Sud, mais lors de l'UAE Tour, où il est loin des meilleurs. En mars, sur Tirreno-Adriatico, il se classe à la quinzième place du général. Le 23 mars, il prend part à Milan-San Remo, où il figure dans le groupe qui se joue la victoire et termine huitième. Il participe au Tour des Alpes, où il prend la troisième place derrière les deux jeunes membres de l'équipe Sky Pavel Sivakov et Tao Geoghegan Hart. À l'approche du Giro, il est ensuite huitième de Liège-Bastogne-Liège, dans le groupe qui termine derrière le vainqueur Jakob Fuglsang.
Il participe ensuite au Tour d'Italie, où il est l'un des favoris du maillot rose. Lors de la première étape, un contre-la-montre de 8 kilomètres, il termine à la troisième place. Après une première semaine sans difficulté particulière, il se retrouve pendant la deuxième semaine de course à la troisième place du classement avec un retard de 1 minutes et 47 secondes sur le maillot rose Richard Carapaz et d'une minute sur Primož Roglič. Lors de la 16e étape, il tente une attaque sur le Mortirolo, mais il est repris par le maillot rose après quelques centaines de mètres. Lors de la dernière ascension de Ponte di Legno, il distance de plus d'une minute Primož Roglič, qui a été contraint de changer de vélo en raison d'un problème mécanique. Il tente ensuite une série d'attaques lors de l'ascension vers Croce d'Aune, au cours de l'avant-dernière étape, mais ne parvient pas à distancer Carapaz. Il récupère environ 50 secondes dans le contre-la-montre final, consolidant ainsi la deuxième place, à 1 minutes et 5 secondes de l'Équatorien. Il s'agit de son sixième podium sur le Giro et de son onzième podium en grand tour. Le 6 juin 2019, les médias annoncent qu'il a signé un contrat pour rejoindre l'équipe Trek-Segafredo. En juillet, il sauve son Tour de France en remportant la 20e étape raccourcie au sommet de Val Thorens  après une attaque dès le début de l'étape et en résistant au groupe maillot jaune qui ne lui a jamais laisser plus d'une minute d'avance. Sa fin d'année est conclue sans résultats notables.

### 2020: une saison sans victoire
Cette saison est marquée par son changement d'équipe avec sa signature chez Trek-Segafredo et par l'arrêt des courses entre mars et août en raison de la pandémie de Covid-19. Quatrième de Paris-Nice en mars, il signe à la reprise des courses deux top 10 sur le Tour de Lombardie (6e) et le Tour d'Émilie (7e), il est ensuite en retrait sur Tirreno-Adriatico (19e) et les mondiaux (15e) disputés en Italie. Aligné en leader sur le Tour d'Italie pour remporter une troisième fois la course, il est dominé par la nouvelle génération et termine finalement septième du général.

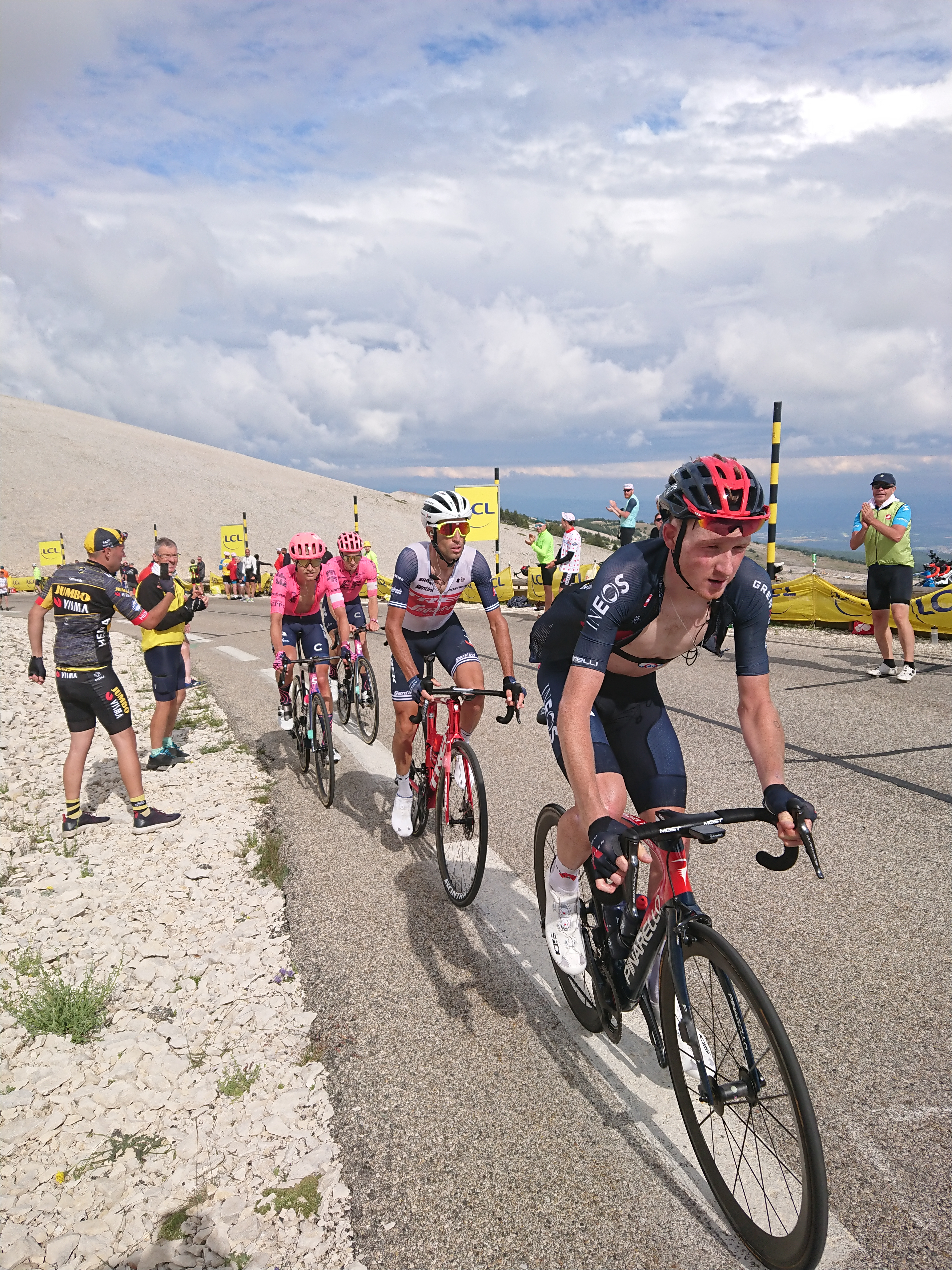
Vincenzo Nibali derrière Tao Geoghegan Hart au Mont Ventoux lors du Tour de France 2021.

### 2021: une dernière saison décevante chez Trek
En mars, Vincenzo Nibali est neuvième de Tirreno-Adriatico. Il chute au cours d'un entraînement le 14 avril, ce qui lui cause une fracture du radius au niveau du poignet droit traitée par chirurgie. Après avoir remis en question sa participation au Tour d'Italie, il est finalement bien au départ de la course. En difficulté durant les trois semaines de course, il conclut son tour national à la 18e place au classement général. 
Il participe ensuite au Tour de France, où il se montre offensif, mais sans être capable de décrocher une bonne performance. Le 13 juillet, il ne prend pas le départ de la 16e étape pour se préparer pour les Jeux olympiques de Tokyo, où il termine seulement 53e de la course en ligne. En fin de saison, il remporte le Tour de Sicile grâce à son succès en solitaire dans la dernière étape. Il termine son passage chez Trek-Segafredo avec une treizième place sur le Tour de Lombardie.

### 2022: retour chez Astana et fin de carrière

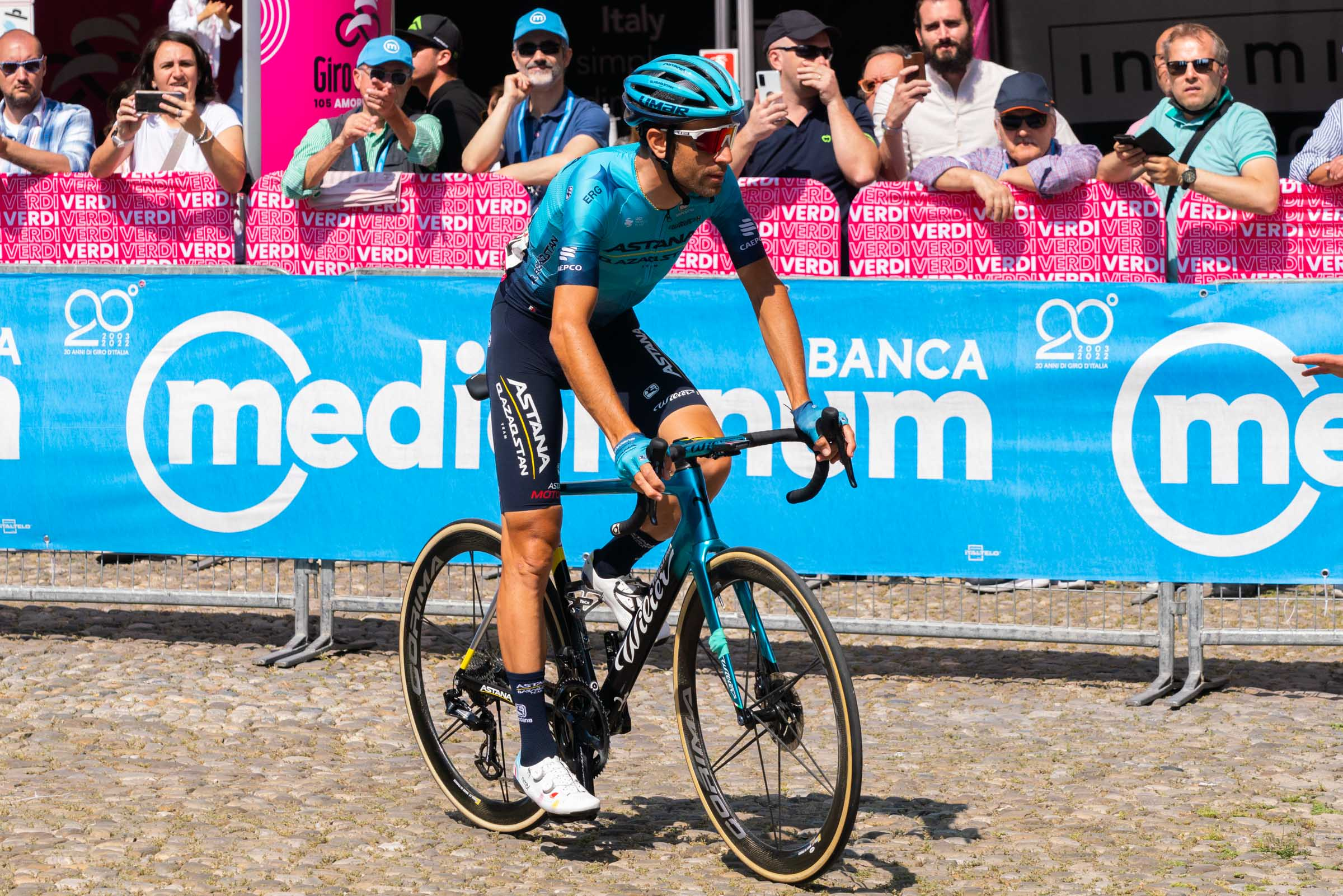
Nibali sur le Tour d'Italie 2022.

En fin de contrat avec Trek-Segafredo, Nibali fait son retour au sein de la formation Astana, dans laquelle il a déjà évolué quatre saisons. Le coureur confirme en début d'année que si sa condition le permet, il souhaite prendre part aux cinq classiques monuments du calendrier. Il découvrirait ainsi Paris-Roubaix, auquel il n'a jamais participé. À son programme figure également sa priorité, le Tour d'Italie, ainsi que le Tour de France.
Il reprend la compétition au début du mois de février lors du Tour de la Communauté valencienne. Il est ensuite contraint de renoncer au Tour d'Andalousie à la suite d'un test positif au SARS-CoV-2 et manque également Tirreno-Adriatico et Milan-San Remo, ses premiers objectifs de la saison. Quatrième du Tour de Sicile en avril, il ne participe qu'à un seul des quatre monuments de mars/avril, Liège-Bastogne-Liège, où il se classe trentième. 
Il apparaît sur la ligne de départ du Tour d'Italie en soutien de Miguel Ángel López pour le classement général, mais assume rapidement le rôle de leader en raison de l'abandon du Colombien lors de la quatrième étape se terminant sur l'Etna. Lors de cette étape, Nibali perd plus de deux minutes sur les favoris. Le lendemain, il annonce au terme de la cinquième étape à Messine, sa ville natale, arrêter sa carrière en fin d'année. Pendant le Giro, il parvient à retrouver sa condition physique. Il est huitième de la neuvième étape, avec une arrivée sur le Blockhaus, dans laquelle il perd 34 secondes par rapport au groupe des meilleurs. Il termine ensuite quatrième de la quatorzième étape à Turin. Dans les étapes suivantes, il perd du temps dans les cols par rapport à Richard Carapaz, Jai Hindley, Mikel Landa et João Almeida, mais en récupère sur tous ses autres rivaux, grimpant à la cinquième place du classement à l'issue de la seizième étape. À la suite de l'abandon d'Almeida, positif au Covid-19, il s'installe en quatrième position. Dans les dernières étapes alpines, il parvient à se défendre sa place face à ses plus proches poursuivants, Pello Bilbao et Jan Hirt, terminant son dernier Giro à la quatrième place, à neuf minutes du vainqueur Jai Hindley.
Cette même année, il ne participe finalement pas au Tour de France mais est présent au Tour d'Espagne, le dernier grand tour de sa carrière, où il se classe 45e. Lors de la dernière étape de la Vuelta, il reçoit en compagnie d'Alejandro Valverde, autre coureur qui arrête sa carrière en fin de saison, une haie d'honneur formée par les autres coureurs du peloton. Nibali dispute sa dernière course lors du Tour de Lombardie où un hommage lui est également rendu conjointement à Valverde. Distancé à vingt kilomètres de l'arrivée lors de l'ascension du Civiglio, Nibali se classe 24e à l'arrivée à Côme.

## Après carrière
En novembre 2022, il est annoncé que Nibali est nommé conseiller technique de l'équipe suisse Q36.5 Pro Cycling Team, une équipe qui fait ses débuts en 2023.

## Performances, capacités physiques
Frédéric Portoleau, « calcule depuis les années 90 les puissances développées par les coureurs du Tour de France ». Selon lui, Nibali, Bradley Wiggins et Christopher Froome ont développé dans les derniers cols des étapes de haute montagne du Tour de France 2012 une puissance de 415 watts en moyenne. Ce chiffre est supérieur aux 410 watts moyens dans les cols de fin d’étape qu'Antoine Vayer considère comme le seuil du dopage « avéré »,. Pour l'entraîneur Aldo Sassi, « un effort prolongé à 6,2 W/kg (watts/kilogramme) en fin d’étape pouvait constituer un signe de dopage. Bradley Wiggins est en dessous, avec un record – pour un col long en fin d’étape – à 6,05 W/kg dans Peyresourde. Frédéric Grappe, maître de conférences à l’université de Besançon et entraîneur de l’équipe Française des Jeux, situe la limite physiologique à 5,5 W/kg pour une ascension longue de 45 minutes, et autour de 5,8 W/kg pour des efforts d’une demi-heure. Selon les calculs de Frédéric Portoleau, les dix premiers du classement général ont, à un moment ou l’autre de ce Tour, dépassé ces puissances en fin d’étape ». Malgré ces valeurs potentiellement suspectes, Nibali présente la particularité notable pour un coureur de son envergure, multiple vainqueur de Grand Tour et de classiques, de n'avoir jamais été directement inquiété dans une quelconque affaire de dopage.

## Style
Avant de commencer sa carrière professionnelle, Nibali est un adepte du VTT et des courses d'un jour. Il déclare rêver à une participation à Paris-Roubaix. Son profil évolue une fois devenu professionnel. Excellent descendeur, très bon grimpeur et bon rouleur, Nibali est un coureur complet. Il se caractérise aussi par son style offensif.
Polyvalent par ses aptitudes, Nibali le démontre également par ses résultats. Faisant partie des six coureurs ayant remporté les trois grands tours à partir de 2014, son palmarès n'a alors pas la même envergure sur les classiques. Il remporte à partir de 2015 le Tour de Lombardie à deux reprises puis Milan-San Remo, « la course la plus éloignée de [ses] caractéristiques » selon lui, en 2018.

## Palmarès, résultats, classements et distinctions

### Palmarès amateur
| - 2002 - Champion d'Italie sur route juniors - 1re étape du Tour de Toscane juniors - Giro della Lunigiana : - Classement général - 1rea et 1reb (contre-la-montre) étapes - 2e du Tour de Toscane juniors - 3e du championnat d'Italie du contre-la-montre juniors - 3e du championnat du monde du contre-la-montre juniors - 2003 - Trofeo Comune di Lamporecchio - 1re et 3e étapes de Linz-Passau-Budweis - Coppa Ciuffenna - 2e de Linz-Passau-Budweis - 3e du Trofeo Pietra d'Oro - 3e du Trofeo Sportivi di Briga | - 2004 - Trofeo Nesti e Nelli - Trofeo Mario Marchina - Gran Premio Città di Monsummano - Trofeo Egidio Bedogni - Circuito di San Petro di Milazzo - 4e étape du Tour de Toscane espoirs - Trofeo Mauro Pizzoli - Coppa del Mobilio - 2e du Gran Premio Città di Corridonia - 2e du Circuito Valle del Resco - 3e du championnat d'Italie du contre-la-montre espoirs - 3e du Tour de Toscane espoirs - 3e du championnat du monde du contre-la-montre espoirs - 3e du Gran Premio Ezio Del Rosso - 5e du championnat du monde sur route espoirs - 8e du championnat d'Europe du contre-la-montre espoirs |  |

### Palmarès professionnel
- 2005
  - 1reb étape de la Semaine internationale Coppi et Bartali (contre-la-montre par équipes)
- 2006
  - Grand Prix de Plouay
  - 2e étape de la Semaine internationale Coppi et Bartali
  - 2e de la Semaine internationale Coppi et Bartali
  - 2e du Trophée de la ville de Borgomanero (avec Roman Kreuziger)
  - 3e de l'Eneco Tour
  - 8e au Tour de Pologne
- 2007
  - Grand Prix de l'industrie et de l'artisanat de Larciano
  - Tour de Toscane
  - Trophée de la ville de Borgomanero (avec Roman Kreuziger)
  - 3e et 4e étapes du Tour de Slovénie
  - 1re étape du Tour d'Italie (contre-la-montre par équipes)
  - 2e du championnat d'Italie du contre-la-montre
  - 2e du Tour de Slovénie
  - 3e du Test Event Road Cycling Beijing 2008
- 2008
  - Tour du Trentin :
    - Classement général
    - 3e étape

  - 1reb étape de la Semaine internationale Coppi et Bartali (contre-la-montre par équipes)
  - 3e de la Semaine internationale Coppi et Bartali
  - 10e de Liège-Bastogne-Liège
- 2009
  - Tour des Apennins
  - Grand Prix de la ville de Camaiore
  - 7e du Critérium du Dauphiné libéré
  - 7e du Tour de France
  - 8e du Tour du Pays basque[n 1]
  - 10e du Tirreno-Adriatico
- 2010
  - Tour de San Luis :
    - Classement général
    - 4e étape (contre-la-montre)

  - 4e (contre-la-montre par équipes) et 14e étapes du Tour d'Italie
  - Tour de Slovénie :
    - Classement général
    - 3e étape

  - Trophée Melinda
  - Tour d'Espagne :
    -  Classement général
    -  Classement du combiné

  - 3e du Tour d'Italie
  - 3e du Tour de Burgos
  - 5e du Tour de Lombardie
  - 8e de Tirreno-Adriatico
- 2011
  - 16e étape du Tour d'Italie (contre-la-montre)[12]
  - 2e du Tour d'Italie[11]
  - 5e de Tirreno-Adriatico
  - 7e du Tour d'Espagne
  - 8e de Milan-San Remo
  - 8e de Liège-Bastogne-Liège
- 2012
  - 5e étape du Tour d'Oman
  - Tirreno-Adriatico :
    - Classement général
    - 5e étape

  - Tour de Padanie :
    - Classement général
    - 4e étape

  - 2e du Tour d'Oman
  - 2e de Liège-Bastogne-Liège
  - 3e du Tour de France
  - 3e de Milan-San Remo
  - 8e de la Flèche wallonne
- 2013
  - Classement général de Tirreno-Adriatico
  - Tour du Trentin :
    - Classement général
    - 4e étape

  - Tour d'Italie :
    -  Classement général
    - 14e[n 3], 18e (contre-la-montre) et 20e étapes

  - 1re étape du Tour d'Espagne (contre-la-montre par équipes)
  - 2e du Tour d'Espagne
  - 3e du Tour de Burgos
  - 4e du championnat du monde sur route
- 2014
  -  Champion d'Italie sur route[n 4]
  - Tour de France :
    -  Classement général
    - 2e, 10e, 13e et 18e étapes

  - 5e du Tour de Romandie
  - 7e du Critérium du Dauphiné
- 2015
  -  Champion d'Italie sur route
  - 19e étape du Tour de France
  - Coppa Bernocchi
  - Trois vallées varésines
  - Trittico Lombardo
  - Tour de Lombardie
  - 2e de la Coppa Agostoni
  - 3e du Mémorial Marco Pantani
  - 4e du Tour de France
  - 10e du Tour de Romandie
- 2016
  - Tour d'Oman :
    - Classement général
    - 4e étape

  - 1re étape du Tour du Trentin (contre-la-montre par équipes)
  - Tour d'Italie :
    -  Classement général
    - 19e étape

  - 6e de Tirreno-Adriatico
- 2017
  - Classement général du Tour de Croatie
  - 16e étape du Tour d'Italie
  - 3e étape du Tour d'Espagne
  - Tour de Lombardie
  - Taiwan KOM Challenge
  - 2e du Tour d'Espagne
  - 2e du Tour d'Émilie
  - 3e du Tour d'Italie
  - 3e des Trois vallées varésines
  - 9e du Tour de Pologne
- 2018
  - Milan-San Remo
  - 2e du Tour de Lombardie
- 2019
  - 20e étape du Tour de France
  - 2e du Tour d'Italie
  - 3e du Tour des Alpes
  - 8e de Milan-San Remo
  - 8e de Liège-Bastogne-Liège
- 2020
  - 3e de la Drôme Classic
  - 4e de Paris-Nice
  - 6e du Tour de Lombardie
  - 7e du Tour d'Italie
- 2021
  - Tour de Sicile :
    - Classement général
    - 4e étape

  - 9e de Tirreno-Adriatico
- 2022
  - 4e du Tour d'Italie

### Classiques et grands championnats
Le tableau suivant présente les résultats de Vincenzo Nibali lors des classiques de l'UCI World Tour (ex-ProTour), ainsi que les Grands championnats (Jeux olympiques et championnats du monde).
| Légende | Légende | Légende | Légende     | Légende | Légende             | Légende | Légende       |
| ------- | ------- | ------- | ----------- | ------- | ------------------- | ------- | ------------- |
| AB      | Abandon | HD      | Hors-délais | -       | Pas de particiation | ×       | Pas d'épreuve |

| Année | Milan- San Remo | Tour des Flandres | Amstel Gold Race | Flèche wallonne | Liège- Bastogne-Liège | Classique de Saint-Sébastien | JO-Course en ligne | JO-CLM | Bretagne Classic | Mondial-CLM | Mondial-Course en ligne | Tour de Lombardie |
| ----- | --------------- | ----------------- | ---------------- | --------------- | --------------------- | ---------------------------- | ------------------ | ------ | ---------------- | ----------- | ----------------------- | ----------------- |
| 2005  | -               | -                 | -                | 70e             | 113e                  | 69e                          | x                  | x      | -                | -           | -                       | 80e               |
| 2006  | 70e             | -                 | -                | 112e            |                       | 52e                          | x                  | x      | Vainqueur        | 16e         | -                       | -                 |
| 2007  | -               | -                 | -                | -               | 71e                   | -                            | x                  | x      | -                | 19e         | -                       | 34e               |
| 2008  | -               | -                 | -                | -               | 10e                   | 27e                          | -                  | 15e    | -                | -           | -                       | 37e               |
| 2009  | 49e             | -                 | 18e              | 31e             | 39e                   | -                            | x                  | x      | -                | -           | -                       | -                 |
| 2010  | 28e             | -                 | 21e              | 12e             | 28e                   | 76e                          | x                  | x      | -                | -           | 40e                     | 5e                |
| 2011  | 8e              | -                 | -                | -               | 8e                    | -                            | x                  | x      | -                | -           | -                       | 40e               |
| 2012  | 3e              | -                 | 104e             | 8e              | 2e                    | -                            | 101e               | -      | -                | -           | 29e                     | 26e               |
| 2013  | AB              | -                 | -                | -               | 23e                   | -                            | x                  | x      | -                | -           | 4e                      | AB                |
| 2014  | 44e             | -                 | 52e              | 14e             | 30e                   | -                            | x                  | x      | -                | -           | 40e                     | -                 |
| 2015  | 45e             | -                 | 65e              | 20e             | 13e                   | -                            | X                  | X      | -                | -           | 42e                     | Vainqueur         |
| 2016  | 33e             | -                 | -                | -               | 51e                   | -                            | AB                 | -      | -                | -           | -                       | -                 |
| 2017  | -               | -                 | -                | -               | -                     | -                            | x                  | x      | -                | -           | -                       | Vainqueur         |
| 2018  | Vainqueur       | 24e               | 32e              | 43e             | 32e                   | -                            | x                  | x      | -                | -           | 49e                     | 2e                |
| 2019  | 8e              | -                 | -                | -               | 8e                    | -                            | x                  | x      | -                | -           | -                       | 55e               |
| 2020  | 23e             | -                 | x                | -               | -                     | x                            | x                  | x      | -                | -           | 15e                     | 6e                |
| 2021  | 35e             | -                 | -                | -               | -                     | -                            | 53e                | -      | -                | -           | -                       | 13e               |
| 2022  | -               | -                 | -                | 34e             | 30e                   | 21e                          | x                  | x      | -                | -           | -                       | 24e               |

### Résultats sur les grands tours

#### Tour de France
9 participations
- 2008 : 20e
- 2009 : 6e
- 2012 : 3e
- 2014 :  Vainqueur du classement général, vainqueur des 2e, 10e, 13e et 18e étapes,  maillot jaune pendant 19 jours
- 2015 : 4e, vainqueur de la 19e étape
- 2016 : 30e
- 2018 : non-partant (13e étape)
- 2019 : 39e, vainqueur de la 20e étape
- 2021 : non-partant (16e étape)

#### Tour d'Italie
11 participations
- 2007 : 19e, vainqueur de la 1re étape (contre-la-montre par équipes)
- 2008 : 11e
- 2010 : 3e, vainqueur des 4e (contre-la-montre par équipes) et 14e étapes,  maillot rose pendant 3 jours
- 2011 : 2e[11], vainqueur de la 16e étape[12],  maillot rose pendant 2 jours
- 2013 :  Vainqueur du classement général, vainqueur des 14e[n 3], 18e et 20e étapes,  maillot rose pendant 13 jours
- 2016 :  Vainqueur du classement général, vainqueur de la 19e étape,  maillot rose pendant 2 jours
- 2017 : 3e, vainqueur de la 16e étape
- 2019 : 2e
- 2020 : 7e
- 2021 : 18e
- 2022 : 4e

#### Tour d'Espagne
7 participations
- 2010 :  Vainqueur du classement général,  vainqueur du classement du combiné,  maillot rouge pendant 7 jours
- 2011 : 7e
- 2013 : 2e, vainqueur de la 1re étape (contre-la-montre par équipes),  maillot rouge pendant 13 jours
- 2015 : hors-course (2e étape)
- 2017 : 2e, vainqueur de la 3e étape
- 2018 : 59e
- 2022 : 45e

### Classements mondiaux
Jusqu'en 2004, le classement UCI concerne tous les coureurs ayant obtenu des points lors de courses du calendrier international de l'Union cycliste internationale (324 courses en 2004). En 2005, l'UCI ProTour et les circuits continentaux sont créés, ayant chacun leur classement. De 2005 à 2008, le classement de l'UCI ProTour classe les coureurs membres d'équipes ProTour en fonction des points qu'ils ont obtenu lors des courses du calendrier UCI ProTour, soit 28 courses en 2005, 27 en 2006, 26 en 2007. En 2008, le calendrier du ProTour est réduit à 15 courses en raison du conflit entre l'UCI et les organisateurs de plusieurs courses majeures. Les trois grands tours, Paris-Roubaix, la Flèche wallonne, Liège-Bastogne-Liège, le Tour de Lombardie, Tirreno-Adriatico et Paris-Nice ne sont donc pas pris en compte dans le classement ProTour 2008. En 2009 et 2010, un « classement mondial UCI » remplace le classement ProTour. Il prend en compte les points inscrits lors des courses ProTour et des courses qui n'en font plus partie, regroupées dans un « calendrier historique », soit au total 24 courses en 2009 et 26 en 2010. Ce nouveau classement prend en compte les coureurs des équipes continentales professionnelles. En 2011, l'UCI ProTour devient l'UCI World Tour et reprend dans son calendrier les courses qui l'avaient quitté en 2008. Il comprend 27 courses en 2011 et son classement ne concerne plus que les coureurs membres des 18 équipes ProTeam.
Vincenzo Nibali obtient son meilleur classement en 2012 : 4e.
| Année                                 | 2006 | 2007 | 2008 | 2009 | 2010 | 2011 | 2012 | 2013 | 2014 | 2015 | 2016  | 2017 | 2018 | 2019 | 2020 | 2021 | 2022 |
| ------------------------------------- | ---- | ---- | ---- | ---- | ---- | ---- | ---- | ---- | ---- | ---- | ----- | ---- | ---- | ---- | ---- | ---- | ---- |
| UCI ProTour                           | 25e  | 122e | nc   |      |      |      |      |      |      |      |       |      |      |      |      |      |      |
| Calendrier mondial                    |      |      |      | 36e  | 5e   |      |      |      |      |      |       |      |      |      |      |      |      |
| UCI World Tour                        |      |      |      |      |      | 7e   | 4e   | 5e   | 5e   | 19e  | 12e   | 5e   | 35e  |      |      |      |      |
| Classement mondial                    |      |      |      |      |      |      |      |      |      |      | 21e   | 6e   | 45e  | 32e  | 25e  | 134e | 92e  |
| UCI Europe Tour                       |      |      |      |      |      |      |      |      |      |      | 1121e | 42e  | 511e | 24e  | 22e  | 114e | 77e  |
| UCI Asia Tour                         |      |      |      |      |      |      |      |      |      |      | 9e    | nc   | 278e |      |      |      |      |
| UCI America Tour                      |      |      |      |      |      |      |      |      |      |      | 407e  | 128e | nc   |      |      |      |      |
|                                       |      |      |      |      |      |      |      |      |      |      |       |      |      |      |      |      |      |
| Légende : nc = non classéSource : UCI |      |      |      |      |      |      |      |      |      |      |       |      |      |      |      |      |      |

### Distinctions
Nibali remporte le Mémorial Gastone Nencini qui récompense le meilleur jeune coureur italien en 2006. Il remporte également le Mendrisio d'or 2010 et 2014 et est nommé six fois coureur italien de l'année (Giglio d'Oro) en 2010, 2012, 2013, 2014, 2015 et 2017. Il remporte également l'Oscar TuttoBici des juniors en 2002 et l'Oscar TuttoBici des professionnels en 2010, 2012, 2013, 2014 et 2017. En 2013 et 2014, il est élu sportif italien de l'année au Gazzetta Sports Awards.